# Andreas Dibowski
Andreas Dibowski (Hamburgo, 29 de março de 1966) é um ginete de elite alemão, campeã olímpico do CCE por equipes. 

## Carreira
Andreas Dibowski representou seu país nos Jogos Olímpicos de 2008, na qual conquistou no CCE por equipes a medalha de ouro, em 2008. 